# Castniidae

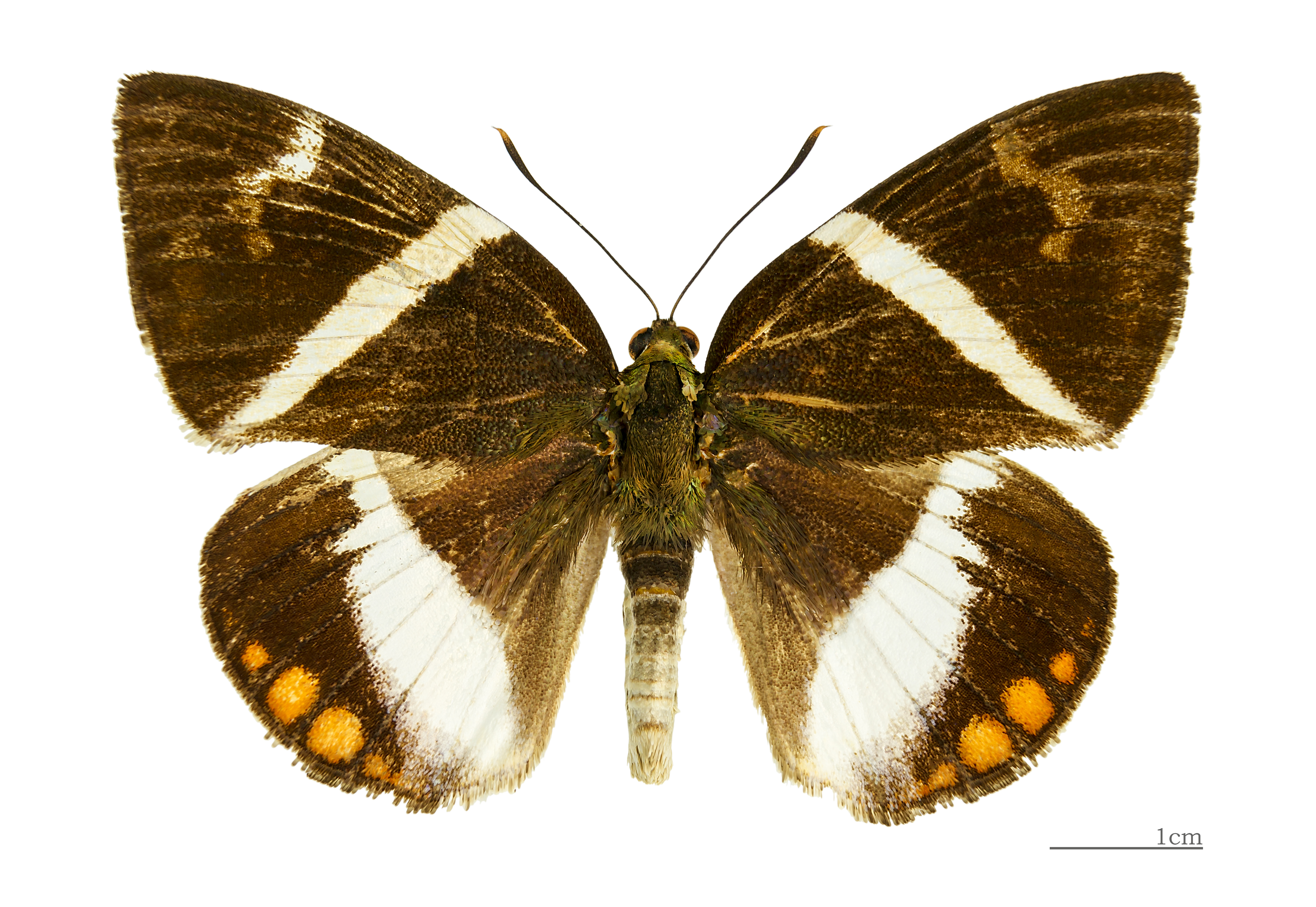
Telchin licus

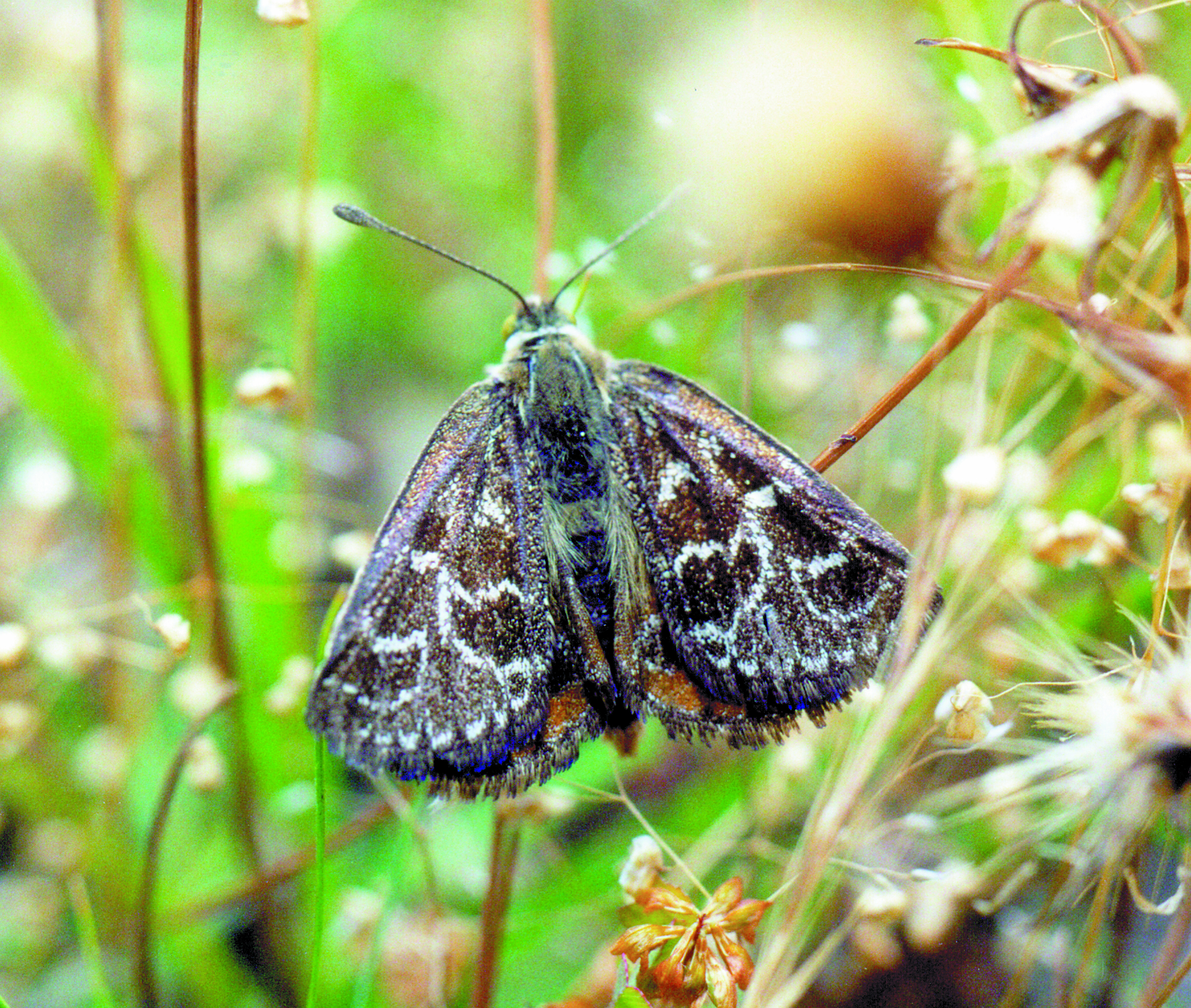
Synemon plana, een Australische vertegenwoordiger

De Castniidae vormen een familie van vlinders uit de superfamilie Cossoidea. De familie telt minder dan 200 soorten. Het zwaartepunt van de verspreiding van deze familie ligt in het Neotropisch gebied. De onderfamilie Tascininae is beperkt tot het Oriëntaals gebied en de tribus Synemonini vormt de Australaziatische tak van de familie. In Europa komt alleen de palmmot (Paysandisia archon) voor, als exoot.

## Onderfamilies en geslachten
- Castniinae
  - tribus Castniini
    - Amauta Houlbert, 1918
    - Athis Hübner, 1819
      - = Aciloa Houlbert, 1918

    - Castnia Fabricius, 1807
      - = Acacerus Billberg, 1820
      - = Elina Houlbert, 1918 non Elina Blanchard, 1852 (Nymphalidae)

    - Castniomera Houlbert, 1918
      - = Melanosema Houlbert, 1918
      - = Phaeosema Houlbert, 1918

    - Corybantes Hübner, 1819
    - Eupalamides Hübner, 1819
      - = Cyparissias Houlbert, 1918

    - Feschaeria Oiticica, 1955
      - = Schaefferia Houlbert, 1918 non Schaefferia Absolon, 1900 (Collembola)

    - Geyeria Buchecker, 1876
      - = Ypanema Houlbert, 1918

    - Haemonides Hübner, 1819
    - Hista Oiticica, 1955
    - Imara Houlbert, 1918
    - Insigniocastnia Miller, 2007
    - Ircila Houlbert, 1918
    - Lapaeumides Oiticica, 1955
    - Spilopastes Houlbert, 1918
    - Synpalamides Hübner, 1823
    - Telchin Hübner, 1825
      - = Graya Buchecker, 1876
      - = Leucocastnia Houlbert, 1918
      - = Erythrocastnia Houlbert, 1918

    - Xanthocastnia Houlbert, 1918
      - = Euphrosyne Buchecker, 1876

    - Yagra Oiticica, 1955

  - tribus Gazerini
    - Castnius Hübner, 1819
      - = Nasca Houlbert, 1918
      - = Enicospila Houlbert, 1918

    - Ceretes Schaufuss, 1870
      - = Chremes Buchecker, 1876

    - Divana Miller, 1982
      - = Cyanostola Houlbert, 1918

    - Duboisvalia Oiticica, 1955
      - = Boisduvalia Houlbert, 1918 non Boisduvalia Robineau-Desvoidy, 1830 (Diptera)

    - Frostetola Oiticica, 1955
      - = Tephrostola Houlbert, 1918 non Tephrostola Bezzi, 1913 (Diptera)

    - Gazera Herrich-Schäffer, 1853
    - Mirocastnia Miller, 1980
    - Oiticicastnia Lamas, 1995
    - Paysandisia Houlbert, 1918
    - Prometheus Hübner, 1824
    - Riechia Oiticica, 1955
      - = Herrichia Buchecker, 1876 non Herrichia Staudinger, 1871 (Oecophoridae)

    - Tosxampila Oiticica, 1955
      - = Xanthospila Houlbert, 1918 non Xanthospila Fairmaire, 1884 (Cerambycidae)

    - Zegara Oiticica, 1955
      - = Doubledaya Buchecker, 1876 non Doubledaya White, 1850 (Coleoptera)

  - tribus Synemonini
    - Synemon Doubleday, 1846
- Tascininae
  - Tascina Westwood, 1877
    - = Neocastnia Hampson, 1895

Een volledige lijst van taxa in deze familie is te vinden op de lijst van Castniidae.